# Выживает сильнейший
«Выживает сильнейший» (англ. Survival of the Fittest) — первый эпизод американского мультсериала «Новые приключения Человека-паука», основанного на одноимённом персонаже комиксов Marvel, созданном Стэном Ли и Стивом Дитко. Первый показ состоялся 8 марта 2008 года.

## Сюжет
В ночь перед началом учебного года Человек-паук (альтер эго Питера Паркера) пресекает попытку ограбления банка. Неизвестный наблюдает за этим через трансляцию в прямом эфире и говорит своему подручному Молотоглаву вызвать Инфорсеров, чтобы те убили Человека-паука. На следующий день инженер по аэродинамике Эдриан Тумс возмущается в Oscorp, что компания присвоила себе его антигравитационный проект TechFly, и ругает доктора Отто Октавиуса, но затем появляется Норман Озборн и заявляет, что им не за что извиняться и выставляет Тумса. Эдриан поворачивается к Отто Октавиусу и заявляет, что больше не винит его в краже его работы. Тем временем Питер приходит в школу и говорит своим друзьям Гвен Стейси и Гарри Озборну, что теперь всё будет иначе: он предлагает встречаться Салли Аврил, но она отказывается, и Паркера унижают Флэш Томпсон и его друзья. После школы Питеру и Гвен Стейси предлагают стажировку у доктора Коннорса в лаборатории, где первый получил способности паука. Затем Питер гостит у Гарри, и Норман поздравляет его с началом стажировки. Прилетает Эдриан Тумс, взявший себе имя Гриф, в костюме с металлическими крыльями, когтями и встроенным антигравитационным прибором TechFly, и похищает Нормана, требуя публичных извинений за кражу его проекта, но Норман Озборн заявляет, что никогда не извиняется. Питер говорит Гарри звонить в полицию, а сам надевает костюм Человека-паука, и преследует злодея. Ему удаётся спасти Нормана, но он упускает Грифа.
Позже Питер идёт в лабораторию, где встречается с Гвен Стейси, своим близким другом Эдди Броком и Коннорсами. Когда он узнаёт, что стажировка не будет оплачиваться, он пытается продать фотографии главному редактору «Daily Bugle» Джей Джоне Джеймсону, но тот его прогоняет.
Ночью Норман снова подвергается нападению Эдриана Тумса, и когда Человек-паук пытается остановить его, героя также преследуют Инфорсеры. Не без труда ему удаётся всех одолеть. Когда Питер возвращается домой, тётя Мэй объявляет ему комендантский час, чтобы он больше не приходил поздно, и кормит пирогом.

## Роли озвучивали
- Джош Китон — Питер Паркер (Человек-паук)
- Лейси Шабер — Гвен Стейси
- Джон Ди Маджо — Флинт Марко / Молотоглав
- Джошуа Лебар — Флэш Томпсон
- Бен Дискин — Эдди Брок
- Даран Норрис — Джей Джона Джеймсон
- Алан Рачинс — Норман Озборн
- Джеймс Арнольд Тэйлор — Гарри Озборн
- Дебора Стрэндж — Мэй Паркер
- Джефф Беннетт — Монтана
- Клэнси Браун — Алекс О’Хёрн / Акс
- Кит Дэвид — Большой Босс
- Роберт Инглунд — Эдриан Тумс (Гриф)

## Отзывы

Динамика оценок IGN к эпизодам 1 сезона мультсериала

После первой трансляции эпизод «Выживает сильнейший» получил рейтинг Нильсена 1,2 / 3, что считается высоким для американского телевидения. Рейтинг был наивысшей отметкой для временного интервала 10:00 в сезоне 2007—2008. И на 20 % больше, чем на предыдущей неделе.
С момента выхода в эфир серия получила положительные отзывы критиков. Рецензент из IGN Эрик Гольдман дал эпизоду 8 баллов из 10 и отметил, что он «буквально набит классическими персонажами Человека-паука», и «история Человека-паука похожа на классическую». Гольдман похвалил стиль, вдохновлённый 1960-ми годами. Гольдману понравились сцены боя, в которых Человек-паук сталкивается с Грифом и с Фэнси Дэном. Критик также поблагодарил звукорежиссёров за «характерные» звуки, которые издавала технология Грифа, и отметил стиль анимации.
Шон Эллиот из iF Magazine поставил эпизоду оценку «A» и написал, что это «мультфильм о Человеке-пауке для всех возрастов и категорий». Критик сказал, что ему понравилось появление нескольких разных злодеев Человека-паука, поэтому он смотрел эпизод дважды. Хотя Гриф не является фаворитом Эллиота, он отметил, что этот эпизод заставил персонажа казаться «довольно крутым». Он похвалил актёров озвучки, в том числе игру Инглунда в роли Грифа. Как и Гольдман, Эллиот положительно отозвался о стиле анимации и об адаптации классических историй из комиксов.

### Комментарии
1. ↑  В русском дубляже первая и третья серии названы как «Естественный отбор»
2. ↑  Так перевели Стервятника в русском дубляже